# 第26飛行隊 (南アフリカ空軍)
第26飛行隊（だい26ひこうたい、26 Squadron SAAF）は、かつて存在した南アフリカ空軍の飛行隊である。1942年8月24日に設立され、1945年6月に廃止。